# Bithynia troschelii
Bithynia troschelii — вид пресноводных брюхоногих моллюсков из семейства Битиний.

## Описание
Bithynia troschelii обладает янтарной, жёлтой либо оранжевой раковиной с чёрной полосой, которая далее на завитках превращается в совокупность слившихся чёрных точек. Голова имеет чёрный цвет в жёлтую крапинку и вырост, похожий на хоботок. Цвет щупалец такой же, как у головы, у основания щупалец находятся глаза; нога имеет сверху чёрный цвет, а снизу светло-серый. Крышечка овальная, имеет такой же цвет, как и у нижней части ноги. Размеры: высота 1 см и 3 мм (в среднем от 8 мм до 1 см) ширина 7 мм.

## Питание
Питается планктоном через фильтрацию водной извести и водорослевым налётом, а также детритом, соскребая их с поверхности с помощью тёрки.

## Размножение
Bithynia troschelii разнополые, самки от самцов отличаются лишь размерами, самки крупнее. Яйца (икра) прозрачные, в виде длинных мешочков, оболочка кладки — по сути слипшиеся боковые части мембран; откладывают кладки в три ряда.

## Ареал и места обитания
Вид обитает в Европе, Азии и на Кавказе. Моллюски живут в прудах, реках, озёрах, очень редко можно их найти в канавах. При засухе зарываются на 3-4 сантиметра в грунт.